# محمد کشک
محمد کشک (انگلیسی: Mohamed Keshk؛ زادهٔ ۱۸ آوریل ۱۹۸۰) بازیکن هندبال اهل مصر است.